# Eddie Powers Memorial Trophy
Eddie Powers Trophy – nagroda indywidualna przyznawana każdego sezonu ligi Ontario Hockey League dla zawodnika, który uzyskał najlepszy wynik w punktacji kanadyjskiej w sezonie zasadniczym. Trofeum zostało nazwane od imienia i nazwiska Eddiego Powersa.

## Lista zwycięzców
Objaśnienie: Kolorem żółtym oznaczono zawodników, którzy w sezonie zostali także najlepiej punktującymi rozgrywek nadrzędnych CHL.
| Sezon     | Zawodnik                     | Klub                                                   | Punkty |
| --------- | ---------------------------- | ------------------------------------------------------ | ------ |
| 2016/2017 | Alex DeBrincat               | Erie Otters                                            | 127    |
| 2015/2016 | Kevin Labanc                 | Barrie Colts                                           | 127    |
| 2014/2015 | Dylan Strome                 | Erie Otters                                            | 129    |
| 2013/2014 | Connor Brown                 | Erie Otters                                            | 128    |
| 2012/2013 | Vincent Trocheck             | Plymouth Whalers                                       | 109    |
| 2011/2012 | Michael Sgarbossa            | Sudbury Wolves                                         | 102    |
| 2010/2011 | Jason Akeson Tyler Toffoli   | Kitchener Rangers Ottawa 67’s                          | 108    |
| 2009/2010 | Taylor Hall Tyler Seguin     | Windsor Spitfires Plymouth Whalers                     | 106    |
| 2008/2009 | John Tavares                 | London Knights                                         | 104    |
| 2007/2008 | Justin Azevedo               | Kitchener Rangers                                      | 124    |
| 2006/2007 | Patrick Kane                 | London Knights                                         | 145    |
| 2005/2006 | Rob Schremp                  | London Knights                                         | 145    |
| 2004/2005 | Corey Perry                  | London Knights                                         | 130    |
| 2003/2004 | Corey Locke                  | Ottawa 67’s                                            | 118    |
| 2002/2003 | Corey Locke                  | Ottawa 67’s                                            | 151    |
| 2001/2002 | Nathan Robinson              | Belleville Bulls                                       | 110    |
| 2000/2001 | Kyle Wellwood                | Belleville Bulls                                       | 118    |
| 1999/2000 | Sheldon Keefe                | Barrie Colts                                           | 121    |
| 1998/1999 | Peter Sarno                  | Sarnia Sting                                           | 130    |
| 1997/1998 | Peter Sarno                  | Windsor Spitfires                                      | 121    |
| 1996/1997 | Marc Savard                  | Oshawa Generals                                        | 130    |
| 1995/1996 | Aaron Brand                  | Sarnia Sting                                           | 119    |
| 1994/1995 | Marc Savard                  | Oshawa Generals                                        | 139    |
| 1993/1994 | Jason Allison                | London Knights                                         | 142    |
| 1992/1993 | Andrew Brunette              | Owen Sound Platers                                     | 162    |
| 1991/1992 | Todd Simon                   | Niagara Falls Thunder                                  | 146    |
| 1990/1991 | Eric Lindros                 | Oshawa Generals                                        | 149    |
| 1989/1990 | Keith Primeau                | Niagara Falls Thunder                                  | 127    |
| 1988/1989 | Bryan Fogarty                | Niagara Falls Thunder                                  | 155    |
| 1987/1988 | Andrew Cassels               | Ottawa 67’s                                            | 151    |
| 1986/1987 | Scott McCrory                | Oshawa Generals                                        | 150    |
| 1985/1986 | Ray Sheppard                 | Cornwall Royals                                        | 142    |
| 1984/1985 | Dave MacLean                 | Belleville Bulls                                       | 154    |
| 1983/1984 | Tim Salmon                   | Kingston Canadians                                     | 145    |
| 1982/1983 | Doug Gilmour                 | Cornwall Royals                                        | 177    |
| 1981/1982 | Dave Simpson                 | London Knights                                         | 155    |
| 1980/1981 | John Goodwin                 | Sault Ste. Marie Greyhounds                            | 166    |
| 1979/1980 | Jim Fox                      | Ottawa 67’s                                            | 166    |
| 1978/1979 | Mike Foligno                 | Sudbury Wolves                                         | 150    |
| 1977/1978 | Bobby Smith                  | Ottawa 67’s                                            | 192    |
| 1976/1977 | Dwight Foster                | Kitchener Rangers                                      | 143    |
| 1975/1976 | Mike Kaszycki                | Sault Ste. Marie Greyhounds                            | 170    |
| 1974/1975 | Bruce Boudreau               | Toronto Marlboros                                      | 165    |
| 1973/1974 | Jack Valiquette Rick Adduono | Sault Ste. Marie Greyhounds St. Catharines Black Hawks | 135    |
| 1972/1973 | Blake Dunlop                 | Ottawa 67’s                                            | 159    |
| 1971/1972 | Dave Gardner Billy Harris    | Toronto Marlboros                                      | 129    |
| 1970/1971 | Marcel Dionne                | St. Catharines Black Hawks                             | 143    |
| 1969/1970 | Marcel Dionne                | St. Catharines Black Hawks                             | 132    |
| 1968/1969 | Réjean Houle                 | Montréal Junior Canadiens                              | 108    |
| 1967/1968 | Tom Webster                  | Niagara Falls Flyers                                   | 114    |
| 1966/1967 | Derek Sanderson              | Niagara Falls Flyers                                   | 101    |
| 1965/1966 | André Lacroix                | Peterborough Petes                                     | 120    |
| 1964/1965 | Ken Hodge                    | St. Catharines Black Hawks                             | 123    |
| 1963/1964 | André Boudrias               | Montréal Junior Canadiens                              | 135    |
| 1962/1963 | Wayne Maxner                 | Niagara Falls Flyers                                   | 94     |
| 1961/1962 | André Boudrias               | Montréal Junior Canadiens                              | 97     |
| 1960/1961 | Rod Gilbert                  | Guelph Biltmore Mad Hatters                            | 103    |
| 1959/1960 | Chico Maki                   | St. Catharines Teepees                                 | 92     |
| 1958/1959 | Stan Mikita                  | St. Catharines Teepees                                 | 97     |
| 1957/1958 | John McKenzie                | St. Catharines Teepees                                 | 99     |
| 1956/1957 | Bill Sweeney                 | Guelph Biltmore Mad Hatters                            | 106    |
| 1955/1956 | Stan Baliuk                  | Kitchener Canucks                                      | 104    |
| 1954/1955 | Hank Ciesla                  | St. Catharines Teepees                                 | 106    |
| 1953/1954 | Brian Cullen                 | St. Catharines Teepees                                 | 161    |
| 1952/1953 | Jim McBurney                 | Galt Black Hawks                                       | 96     |
| 1951/1952 | Ken Laufman                  | Guelph Biltmore Mad Hatters                            | 139    |
| 1950/1951 | Lou Jankowski                | Oshawa Generals                                        | 124    |
| 1949/1950 | Earl Reibel                  | Windsor Spitfires                                      | 129    |
| 1948/1949 | Bert Giesebrecht             | Windsor Spitfires                                      | 93     |
| 1947/1948 | George Armstrong             | Stratford Kroehlers                                    | 73     |
| 1946/1947 | Fleming Mackell              | Toronto St. Michael’s Majors                           | 82     |
| 1945/1946 | Tod Sloan                    | Toronto St. Michael’s Majors                           | 79     |

## Najlepsi punktujący do 1946
| Sezon     | Zawodnik        | Klub                         | Punkty |
| --------- | --------------- | ---------------------------- | ------ |
| 1944/1945 | Leo Gravelle    | Toronto St. Michael’s Majors | 52     |
| 1943/1944 | Ken Smith       | Oshawa Generals              | 79     |
| 1942/1943 | Red Tilson      | Oshawa Generals              | 57     |
| 1941/1942 | Bob Wiest       | Brantford Lions              | 68     |
| 1940/1941 | Gaye Stewart    | Toronto Marlboros            | 44     |
| 1939/1940 | Jud McAtee      | Oshawa Generals              | 44     |
| 1938/1939 | Billy Taylor    | Oshawa Generals              | 53     |
| 1937/1938 | Hank Goldup     | Toronto Marlboros            | 41     |
| 1936/1937 | Billy Taylor    | Oshawa Generals              | 26     |
| 1935/1936 | John O’Flaherty | West Toronto Redmen          | 20     |
| 1934/1935 | Jimmy Good      | Toronto Lions                | 28     |
| 1933/1934 | Joe Graboski    | Oshawa Majors                | 46     |